# Gustave Deloye
Jean-Baptiste Gustave Deloye (Sedán (Ardenas), 30 de abril de 1838 - París,  [17 de febrero de 1899), conocido también como Gustave Deloy, fue un escultor francés. 

## Biografía
Alumno de François Jouffroy y Jean-Pierre Dantan, expuso con frecuencia en los Salones de la capital francesa. 
Sus obras son numerosas y entre ellas destacan las cariátides de los castillos de Chenonceaux y Boissière, así como el hermoso monumento a Garibaldi, en Niza —ciudad donde una calle lleva su nombre—, que dejó sin terminar Antoine Etex. En 1862 obtuvo el segundo lugar en el gran premio de Roma.

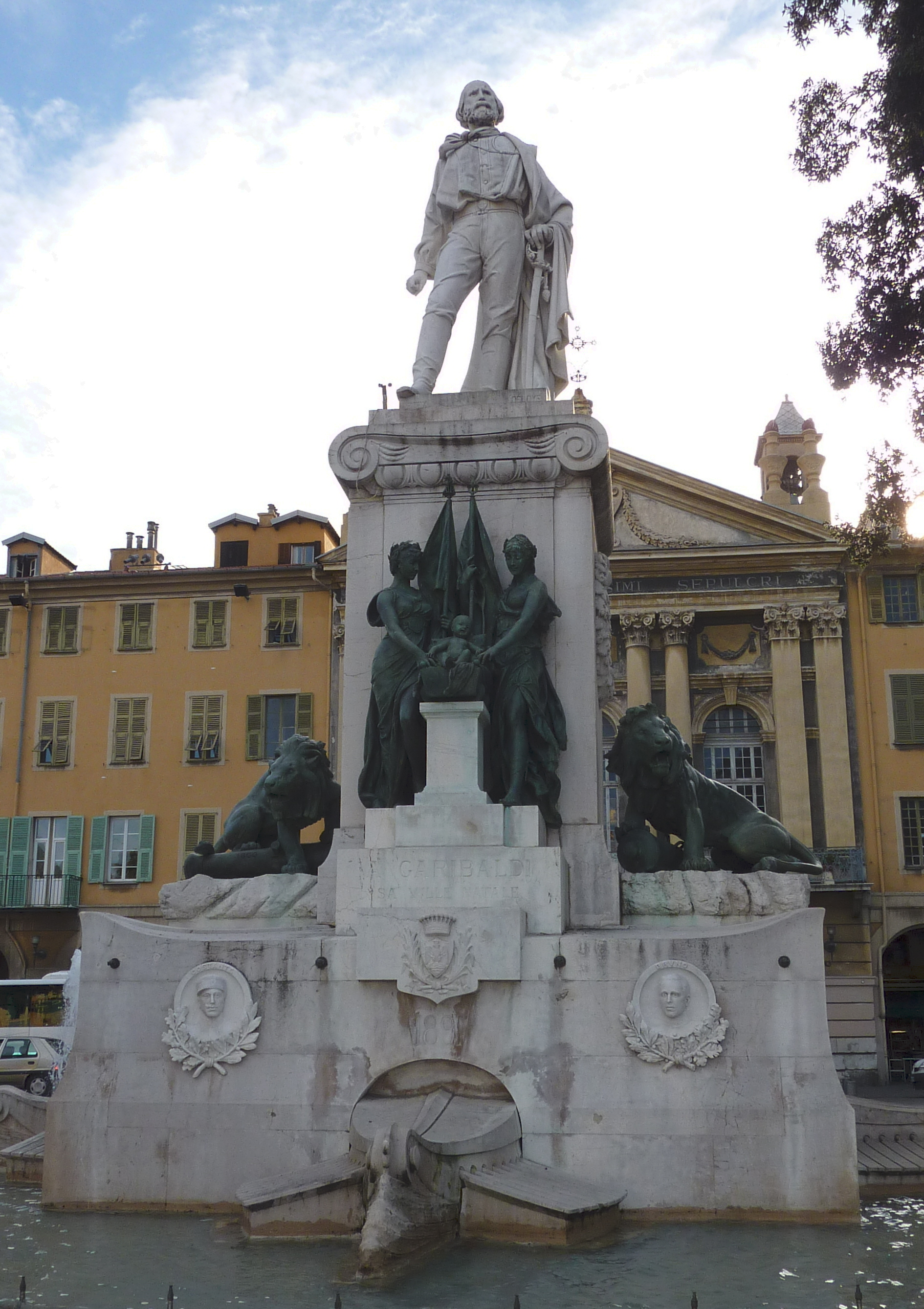
Estatua a Garibaldi en Niza

Caballero de la Legión de Honor, Deloye ejecutó también grandes trabajos decorativos en la corte de Viena, en las de Roma y San Petersburgo. Diseñó asimismo estatuillas para la porcelana de Meissen.
Contribuyó con dos bajorrelieves fundidos en bronce para el monumento a Juan Santamaría, el héroe costarricense que sacrificó su vida en la batalla de Rivas de la Campaña Nacional de 1856-1857 contra los filibusteros. La gran estatua (1891), que se alza en el parque que lleva el nombre del soldado en Alajuela, es obra del compatriota de Deloye, Aristide Croisy. Los bajorrieleves se ubican a los costados del pedestal, uno se titula Exaltando a los soldados para quemar el Mesón de Guerra, en el que se aprecia a Santamaría salirse del rango cuando se hace la memorable pregunta: “¿Quién se atreve a incendiar el Mesón?” y el otro, El incendio del Mesón de Guerra, Rivas, Nicaragua, en el que se ve al soldado ya moribundo, a punto de expirar.
Su obra más vista probablemente sea el San Marcos que se expone en el Museo d'Orsay, gran estatua en la que el evangelista está montado en un león alado.

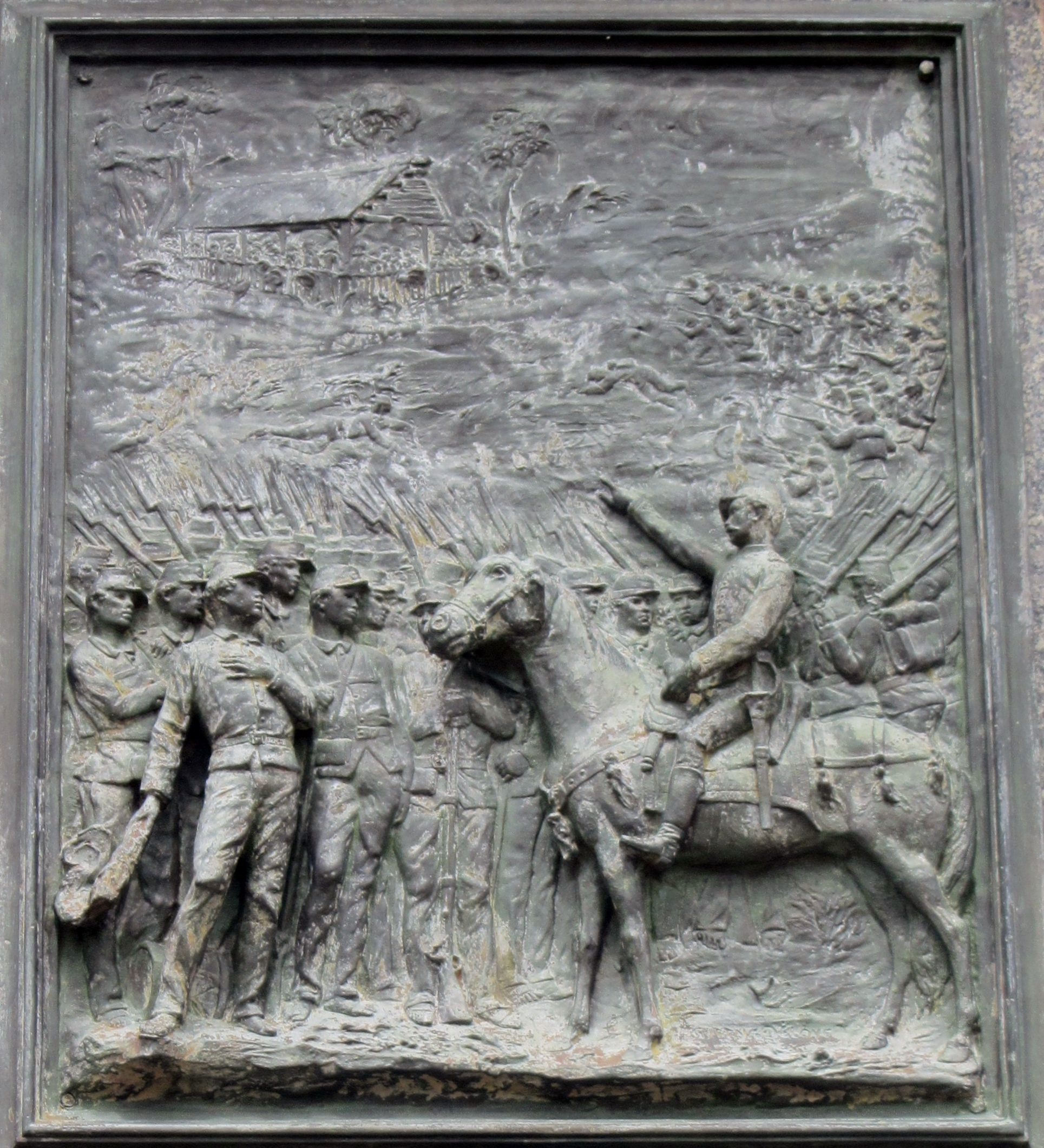
Exaltando a los soldados para quemar el Mesón de Guerra

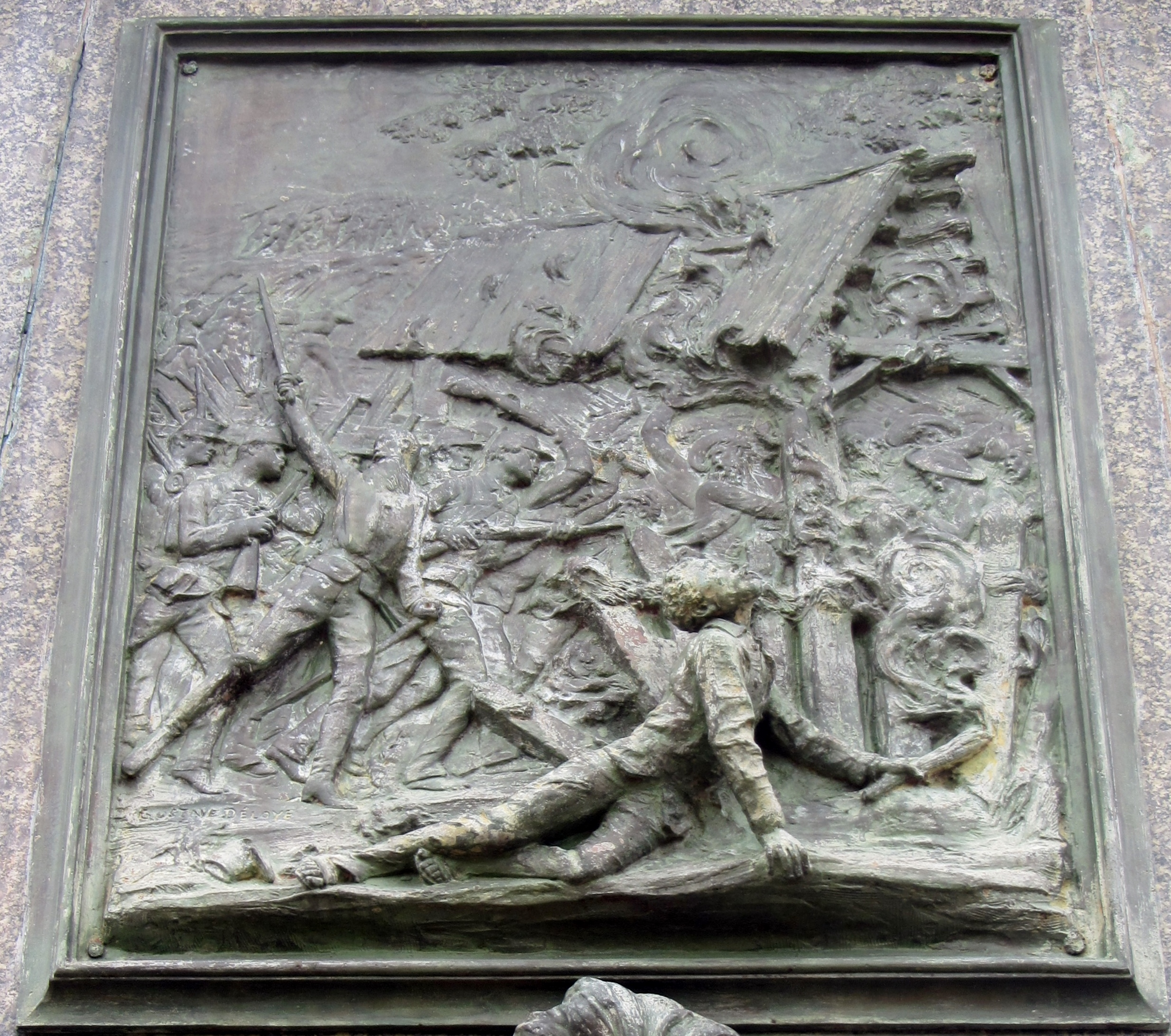
El incendio del Mesón de Guerra, Rivas, Nicaragua